# Poncije od Križa
Poncije od Križa (lat. Pontius de Cruce) (2. pol. 12. stoljeća - 1. pol. 13. stoljeća), templarski magistar za Ugarsku i Slavoniju (1217. – 1221.) i kraljev namjesnik za Hrvatsku i Dalmaciju (1216.).
Kada je 1217. godine kralj Andrija II. (1205. – 1235.) krenuo u križarski rat, postavio je za svoh namjesnika u Hrvatskoj i Dalmaciji, templarskog poglavara Poncija od Križa, koji je u njegovo ime obavljao kraljevske dužnosti, uključujući i sudovanje. Istodobno, kralj je predao Ponciju i njegovu redu utvrdu Klis.
Po povratku iz križarskog rata, Andrija II. je izdao darovnicu Ponciju i templarima kojom im je predao u posjed zemlju Gacku u Hrvatskoj na trajno uživanje i oslobodio ih svih nameta i tražbina.